# 製肉
製肉(せいにく)とは肉・食肉を使用した加工食品（ハムやベーコンなど）を製造・加工することである。製肉された肉は、加工肉と呼ばれる。
なお、精肉（調理用に食肉を調整すること、あるいは食肉を製造・生産すること）や生肉（生の食肉のこと）とは意味が異なる。

## 日本の主な製肉メーカー
- 日本ハム
- 相模ハム
- 丸大食品
- 伊藤ハム
- 福留ハム
- プリマハム
- ローマイヤ
- 鎌倉ハム
- 信州ハム
- 西南開発
- 東洋水産
- 日本水産
- マルハ
- 丸善
- 林兼産業
- 沖縄ハム総合食品